# 残酷で異常
『残酷で異常』（ざんこくでいじょう、原題：Cruel and Unusual）は、2014年に公開されたカナダの超現実的スリラー映画。本作は、脚本を手掛けた監督のMerlin Dervisevicのデビュー作である。デイビッド・リッチモンド＝ペックが主演し、ベルナデット・サキバル、ミシェル・ハリソンが出演する本作では、妻を殺したとして不当に非難された男が謎の施設で妻の死を永遠に追体験することを宣告される。カナダではエンターテインメント・ワン、アメリカではCandy Factory Filmsによって配給され、2014年5月24日に劇場公開された。

## プロット
自宅のバスルームでエドガーは意識が無いフィリピン人移民の妻メイロンを必死に救おうとしていたが、救命処置をしても意識が戻らない彼女を救うのをあきらめ、その直後彼自身も死亡する。その後、意識が戻ったエドガーは、車を運転していることに気づき混乱して車を止めた。車からよろめき出た後、理由もわからないまま近くにあった一本の木を認識する。彼とメイロンは短時間言い争いをした後、彼らの家に戻った。メイロンはまだ家に帰っていない問題を抱えた彼女の10代の息子ゴーガンを心配していたが、エドガーは彼女にもっとゴーガンに厳しく接するように勧め、ゴーガンの安全を心配する彼女に向き合わなかった。ゴーガンは一旦帰宅したが、実の父親と暮らさせるためにフィリピンに送り返すとエドガーに脅され自宅から逃げてしまう。メイロンは彼の後を追いかけていった後、家に戻ってエドガーにスープを作った。スープを飲んだ後エドガーは具合が悪くなり、メイロンは救急車を呼んだ。エドガーがアレルギーを報告するために救急に電話をかけ直そうとするも彼女が電話を渡すことを拒んだため、電話を奪おうとしたエドガーは誤ってメイロンを殺し、その後自分も倒れて死んだ。
エドガーが目を覚ますと自分が大きな建物の中にいることに気づく。評議員として知られているテレビに映し出された人物は、エドガーが彼の妻を殺害し、現在は彼自身も死んでいることを彼に伝える。評議員はテレビに映し出された別の人物、ファシリテーターとのグループセラピーに参加するように命じる。グループセラピーで彼は、ドリス、ジュリアン、ウィリアムなどと出会い、彼ら全員が家族を殺す罪を犯していた。混乱したエドガーは自分は彼らとは違うと否定し、妻の死は事故だったと言った。彼は同じ日に追体験するために送り返され、今度はメイロンが彼を毒殺したことに気づく。彼は再びグループセラピーに反対し、被害者はメイロンではなく自分だと言う。グループディスカッションで、ジュリアンは娘と2人の息子を殺したと言い、ウィリアムは両親を殺したと言い、ドリスは自殺したと告白した。セラピーが終わった後、ドリスに対して自分達は彼らとは違うと言ったエドガーに彼女は異を唱えた。そして、エドガーは最後の日をもう一度追体験し、彼はメイロンを故意に絞殺したことに気づく。
もうこれ以上あの日を追体験をしたくないエドガーは、他の人達に一緒に逃げるように勧めた。ウィリアムは去りたくないと言ったが、ジュリアンは以前、エドガーを擁護して罰を受けたにもかかわらず助けることに同意した。ドリスが彼らのためにファシリテーターを妨害した後、エドガーとジュリアンは天井に上へと繋がるハッチがある評議員のオフィスへと逃げた。最初はジュリアンはハッチを開けるのを手伝うが、その後彼を裏切る。それでもエドガーは何とかハッチにたどり着き、評議員とファシリテーターが抗議するなかハッチに入る。そこで彼はメイロン、ゴーガン、そしてエドガーの兄弟の視点からあの日を体験する。メイロンはエドガーの支配的で独占欲が強い行動のために閉じ込められて無力感を覚えているとエドガーの兄弟に打ち明け、ゴーガンは学校でいじめられていた。逃げ出したゴーガンに追いついたメイロンは、二人で彼をフィリピンに送り返すエドガーの計画について話し、その計画に彼女も同意したとゴーガンに伝えたであろうエドガーに激怒した彼女は彼を毒殺した。
エドガーは脱出計画を放棄し、今では過去を変えたいと望むようになった。乗り気ではないドリスを彼自身の地獄に連れ込み、そこで彼女は彼がその日の出来事から逸脱するのを助け、メイロンに部屋の中から鍵を掛けるように指示し彼女の安全を確保した。しかし、既に毒を服用していたエドガーは、これまでは彼の手によって先に死んだことで救われていたメイロンが今度は殺人者になり、自分のように何度も罪を犯すことになることを恐れた。ドリスはエドガー宅の外が自分の庭になっていることに驚いて外へと出ると、彼女の娘達が遊んでいて、その光景に見とれてしまうが、庭にある（エドガーが以前認識していたのと同じ）木の近くでは彼女のドッペルゲンガーが自殺する準備をしており、それに気づいたエドガーは急いでドッペルゲンガーの自殺を止め、代わりに自分が縄にぶら下がった。現実は変わり、ドリスは彼女が施設から抜け出せたことに気づく。数年後、彼女はメイロンとゴーガンを自分の木に案内し、彼らはエドガーの墓に花を供えた。一方、施設ではエドガーは新しく施設に来たメンバーを歓迎し、他のメンバーは自分の自殺を異様に誇りに思っているエドガーを避けるように新入りにアドバイスした。

## キャスト
- デイビッド・リッチモンド＝ペック（エドガー）
- Bernadette Saquibal（メイロン）
- ミシェル・ハリソン（ドリス）
- Monsour Cataquiz（ゴーガン）
- Kyle Cassie（ランス）
- Mary Black（ファシリテーター）
- マイケル・エクランド（ジュリアン）
- リチャード・ハーモン（ウィリアム）
- Andy Thompson（評議員）
- John Hainsworth（老人）
- Jena Skodje（レベッカ）
- Jared Ager-Foster（タイラー）
- Fraser Kirkland（ライアン）
- Christina Jastrzembska（年老いたドリス）
- David Milchard（新入り）

## 制作
撮影はブリティッシュコロンビア州のコキットラム、アルダーグローブ、ラングリーで15日間にわたって行われた。「地獄」の施設のシーンは、リバービュー病院の閉鎖されたCrase Clinicの建物で撮影された。

## 公開
本作は台北金馬映画祭で初演され、その後アジアでの配給契約を結んだ。カナダでの初演は2014年5月24日にバンクーバーで行われた。

## 評価
The Georgia Straightのケン・アイズナーは、本作は「確かにいくつかうまい表現がある」が、「ユーモアと色調の多様性に欠けている」と書いた。The Vancouver Sunのキャサリン・モンクは本作を5つ星中2.5と評価し、本作を「やや単調ではあるが、上手く考えられた実存的なおとぎ話」と呼んだ。